# 百科全書派
百科全書派（ひゃっかぜんしょは、仏: Encyclopédistes, アンシクロペディスト）は、18世紀のフランスにおいて『百科全書』に執筆・協力した啓蒙思想家を指す。

## 概要
フランス啓蒙思想の代表的な成果のひとつ『百科全書、あるいは科学、技術と工芸の理論的辞書』（仏: L'Encyclopédie, ou Dictionnaire raisonné des sciences, des arts et des métiers）は、1751年から1772年にかけて、また1776年から1780年にかけて編集された大規模な百科事典である。この事典は、編集に携わったドゥニ・ディドロやジャン・ル・ロン・ダランベールをはじめとして、ヴォルテールやジャン＝ジャック・ルソー、ニコラ・ド・コンドルセなど、18世紀中頃の進歩的知識人を総動員して刊行された。そのため、出身階層が異なり、多様な思想傾向を示す100人以上の執筆者を百科全書派として一括することは難しいが、この幅の広さが、あらゆる知識を網羅し、諸科学の関連を示すという『百科全書』の目的の実現を可能にした。
既成の知的権威を否定し、自由な人間精神による知識の進歩と共有を信じる彼らながらも『百科全書』を完結させたことは、近代社会の幕開けを告げる出来事であった。また、経済発展を意識し、フランソワ・ケネーなどの重農主義者に執筆の場を与えるとともに産業技術の解説に力を入れた点や、ヨーロッパ以外の文化に関心を示した点にも、彼らの近代性が現われている。